# Manchester (Michigan)
Manchester é uma vila localizada no estado americano de Michigan, no Condado de Washtenaw.

## Demografia
Segundo o censo americano de 2000, a sua população era de 2160 habitantes.
Em 2006, foi estimada uma população de 2258, um aumento de 98 (4.5%).

## Geografia
De acordo com o United States Census Bureau tem uma área de
5,0 km², dos quais 4,7 km² cobertos por terra e 0,3 km² cobertos por água. Manchester localiza-se a aproximadamente 283 m acima do nível do mar.

## Localidades na vizinhança
O diagrama seguinte representa as localidades num raio de 20 km ao redor de Manchester.